# Interkontinentální pohár FIFA
Interkontinentální pohár FIFA je mezinárodní turnaj klubů ve fotbale. Soutěž organizuje FIFA. První ročník se odehrál v roce 2024, kdy španělský Real Madrid porazil mexickou Pachucu.

## Formát
- 1. kolo – v tomto kole se utkává tým z konfederace OFC s týmem z konfederace AFC nebo CAF (los určil pro rok 2024 tým z AFC).
- 2. kolo – vítěz prvního kola se utká s týmem z AFC/CAF. Vítěz se stává držitelem Africko-Asijsko-Oceánského poháru. V dalším zápase se utkají týmy z CONCACAF a CONMEBOL v Americkém derby.
- Play-off – vítězové zápasů 2. kola se utkají v zápase o finále, utkání nese název FIFA Challenger Cup.
- Finále – vítěz play-off se utká s týmem z konfederace UEFA.

## Výsledky
Seznam finále Interkontinentálního poháru FIFA:
| Ročník | Zlatá medaile | Skóre | Stříbrná medaile | Stadion                       | Diváci |
| ------ | ------------- | ----- | ---------------- | ----------------------------- | ------ |
| 2024   | Real Madrid   | 3:0   | Pachuca          | Lusail Iconic Stadium, Lusail | 67 249 |
| 2025   |               |       |                  |                               |        |

### Další trofeje
Seznam výsledků Africko-Asijsko-Oceánského poháru, Amerického derby a FIFA Challenger Cupu:
| Ročník | Africko-Asijsko-Oceánský pohár | Americké derby | Challenger Cup |
| ------ | ------------------------------ | -------------- | -------------- |
| 2024   | Al-Ahly                        | Pachuca        | Pachuca        |
| 2025   |                                |                |                |